# Tipula (Trichotipula) mayedai
Tipula (Trichotipula) mayedai is een tweevleugelige uit de familie langpootmuggen (Tipulidae). De soort komt voor in het Nearctisch gebied.